# Fred Scolari
Fred J. Scolari (ur. 1 marca 1922 w San Francisco, zm. 17 października 2002 w San Ramon) – amerykański koszykarz, obrońca, dwukrotny uczestnik NBA All-Star Game, zaliczany do drugiego składu najlepszych zawodników BAA, późniejszy trener.
Scolari grał w NBA nie widząc na lewe oko i nie słysząc na prawe ucho.

## Osiągnięcia
BAA/NBA
- Finalista BAA (1949)[4]
- 2-krotnie powoływany do udziału w meczu gwiazd NBA (1952, 1953)[1]. Z powodu kontuzji nie wystąpił w 1953 roku[5].
- 2-krotnie zaliczany do II składu BAA (1947, 1948)[2]
- Lider:
  - sezonu regularnego w skuteczności rzutów wolnych (1947)[6]
  - play-off w skuteczności rzutów wolnych (1950 - wspólnie z Dickiem Schulzem)[7]